# Йорк (Алабама)
Йорк (англ. York) — місто (англ. city) в США, в окрузі Самтер штату Алабама. Населення — 2414 особи (2020).

## Географія
Йорк розташований за координатами 32°30′2″ пн. ш. 88°17′29″ зх. д. / 32.50056° пн. ш. 88.29139° зх. д. (32.500609, -88.291401).  За даними Бюро перепису населення США в 2010 році місто мало площу 17,83 км², з яких 17,78 км² — суходіл та 0,05 км² — водойми.

## Демографія
Згідно з переписом 2010 року, у місті мешкало 2538 осіб у 1023 домогосподарствах у складі 611 родини. Густота населення становила 142 особи/км².  Було 1228 помешкань (69/км²).
Расовий склад населення:
| - 85,6 % — чорних або афроамериканців - 13,6 % — білих - 0,2 % — корінних американців - 0,1 % — вихідців з тихоокеанських островів |

До двох чи більше рас належало 0,2 %. Частка іспаномовних становила 1,0 % від усіх жителів.
За віковим діапазоном населення розподілялося таким чином: 26,6 % — особи молодші 18 років, 56,0 % — особи у віці 18—64 років, 17,4 % — особи у віці 65 років та старші. Медіана віку мешканця становила 38,5 року. На 100 осіб жіночої статі у місті припадало 76,9 чоловіків;  на 100 жінок у віці від 18 років та старших — 69,0 чоловіків також старших 18 років.
Середній дохід на одне домашнє господарство  становив 28 541 долар США (медіана — 17 399), а середній дохід на одну сім'ю — 36 417 доларів (медіана — 22 314). За межею бідності перебувало 46,8 % осіб, у тому числі 64,5 % дітей у віці до 18 років та 36,4 % осіб у віці 65 років та старших.
Цивільне працевлаштоване населення становило 895 осіб. Основні галузі зайнятості: освіта, охорона здоров'я та соціальна допомога — 26,4 %, роздрібна торгівля — 15,4 %, публічна адміністрація — 14,3 %.